# Distrito de Vouziers
El distrito de Vouziers es un distrito (en francés arrondissement) de Francia, que se localiza en el département Ardenas (en francés Ardennes), de la région Champaña-Ardenas. Cuenta con 8 cantones y 123 comunas.
La capital de un distrito se llama subprefectura (sous-préfecture). Cuando un distrito contiene la prefectura (capital) del departamento, esa prefectura es la capital del distrito, y se comporta tanto como una prefectura como una subprefectura.

## División territorial

### Cantones
Los cantones del distrito de Vouziers son:
1. Cantón de Attigny
2. Cantón de Buzancy
3. Cantón de Le Chesne
4. Cantón de Grandpré
5. Cantón de Machault
6. Cantón de Monthois
7. Cantón de Tourteron
8. Cantón de Vouziers

### Comunas
| 1. Alland'Huy-et-Sausseuil (08006) | 2. Les Alleux (08007)                       | 3. Apremont (08017)                  | 4. Ardeuil-et-Montfauxelles (08018) |
| 5. Attigny (08025)                 | 6. Aure (08031)                             | 7. Authe (08033)                     | 8. Autruche (08035)                 |
| 9. Autry (08036)                   | 10. Ballay (08045)                          | 11. Bar-lès-Buzancy (08049)          | 12. Bayonville (08052)              |
| 13. Beffu-et-le-Morthomme (08056)  | 14. Belleville-et-Châtillon-sur-Bar (08057) | 15. Belval-Bois-des-Dames (08059)    | 16. La Berlière (08061)             |
| 17. Bouconville (08074)            | 18. Boult-aux-Bois (08075)                  | 19. Bourcq (08077)                   | 20. Brieulles-sur-Bar (08085)       |
| 21. Briquenay (08086)              | 22. Brécy-Brières (08082)                   | 23. Buzancy (08089)                  | 24. Cauroy (08092)                  |
| 25. Challerange (08097)            | 26. Champigneulle (08098)                   | 27. Charbogne (08103)                | 28. Chardeny (08104)                |
| 29. Chatel-Chéhéry (08109)         | 30. Le Chesne (08116)                       | 31. Chevières (08120)                | 32. Chuffilly-Roche (08123)         |
| 33. Condé-lès-Autry (08128)        | 34. Contreuve (08130)                       | 35. Cornay (08131)                   | 36. Coulommes-et-Marqueny (08134)   |
| 37. La Croix-aux-Bois (08135)      | 38. Dricourt (08147)                        | 39. Exermont (08161)                 | 40. Falaise (08164)                 |
| 41. Fléville (08171)               | 42. Fossé (08176)                           | 43. Germont (08186)                  | 44. Givry (08193)                   |
| 45. Les Grandes-Armoises (08019)   | 46. Grandham (08197)                        | 47. Grandpré (08198)                 | 48. Grivy-Loisy (08200)             |
| 49. Guincourt (08204)              | 50. Harricourt (08215)                      | 51. Hauviné (08220)                  | 52. Imécourt (08233)                |
| 53. Jonval (08238)                 | 54. Lametz (08244)                          | 55. Landres-et-Saint-Georges (08246) | 56. Lançon (08245)                  |
| 57. Leffincourt (08250)            | 58. Liry (08256)                            | 59. Longwé (08259)                   | 60. Louvergny (08261)               |
| 61. Machault (08264)               | 62. Manre (08271)                           | 63. Marcq (08274)                    | 64. Marquigny (08278)               |
| 65. Mars-sous-Bourcq (08279)       | 66. Marvaux-Vieux (08280)                   | 67. Mont-Saint-Martin (08308)        | 68. Mont-Saint-Remy (08309)         |
| 69. Montcheutin (08296)            | 70. Montgon (08301)                         | 71. Monthois (08303)                 | 72. Mouron (08310)                  |
| 73. Neuville-Day (08321)           | 74. Noirval (08325)                         | 75. Nouart (08326)                   | 76. Oches (08332)                   |
| 77. Olizy-Primat (08333)           | 78. Pauvres (08338)                         | 79. Les Petites-Armoises (08020)     | 80. Quatre-Champs (08350)           |
| 81. Quilly (08351)                 | 82. Rilly-sur-Aisne (08364)                 | 83. La Sabotterie (08374)            | 84. Saint-Clément-à-Arnes (08378)   |
| 85. Saint-Juvin (08383)            | 86. Saint-Lambert-et-Mont-de-Jeux (08384)   | 87. Saint-Loup-Terrier (08387)       | 88. Saint-Morel (08392)             |
| 89. Saint-Pierre-à-Arnes (08393)   | 90. Saint-Pierremont (08394)                | 91. Saint-Étienne-à-Arnes (08379)    | 92. Sainte-Marie (08390)            |
| 93. Sainte-Vaubourg (08398)        | 94. Saulces-Champenoises (08401)            | 95. Sauville (08405)                 | 96. Savigny-sur-Aisne (08406)       |
| 97. Semide (08410)                 | 98. Semuy (08411)                           | 99. Senuc (08412)                    | 100. Sommauthe (08424)              |
| 101. Sommerance (08425)            | 102. Sugny (08431)                          | 103. Suzanne (08433)                 | 104. Sy (08434)                     |
| 105. Séchault (08407)              | 106. Tailly (08437)                         | 107. Tannay (08439)                  | 108. Termes (08441)                 |
| 109. Terron-sur-Aisne (08443)      | 110. Thénorgues (08446)                     | 111. Toges (08453)                   | 112. Tourcelles-Chaumont (08455)    |
| 113. Tourteron (08458)             | 114. Vandy (08461)                          | 115. Vaux-Champagne (08462)          | 116. Vaux-en-Dieulet (08463)        |
| 117. Vaux-lès-Mouron (08464)       | 118. Verpel (08470)                         | 119. Verrières (08471)               | 120. Voncq (08489)                  |
| 121. Vouziers (08490)              | 122. Vrizy (08493)                          | 123. Écordal (08151)                 |                                     |